# Calymperes disciforme
Calymperes disciforme är en bladmossart som beskrevs av C. Müller 1848. Calymperes disciforme ingår i släktet Calymperes och familjen Calymperaceae. Inga underarter finns listade i Catalogue of Life.